# Blender Game Engine
Blender 游戏引擎 是 Blender 软件的一个部分, 一个自由并且开放源代码的完整的 3D 套件，用于制作实时交互内容。该游戏引擎使用 C++ 程序语言编写，并支持 Python 脚本和 OpenAL 3D 音频。

## 图库

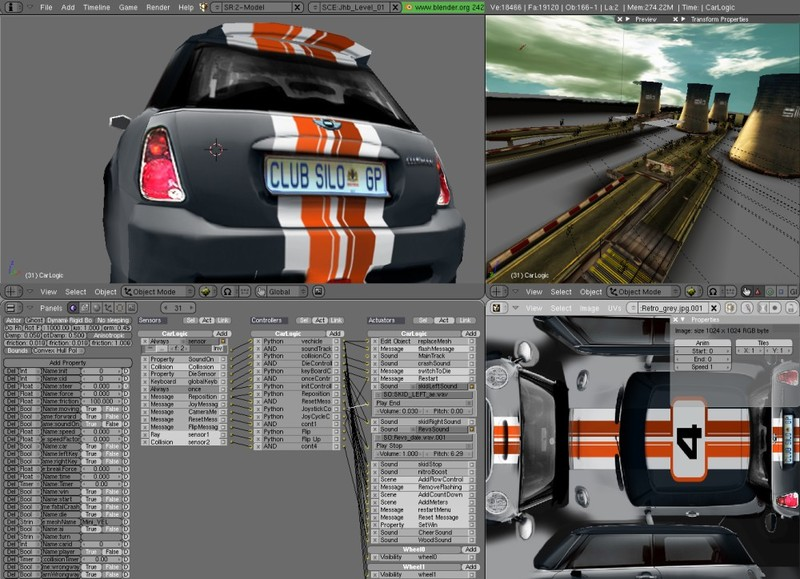
Blender 游戏引擎 2.42 截图
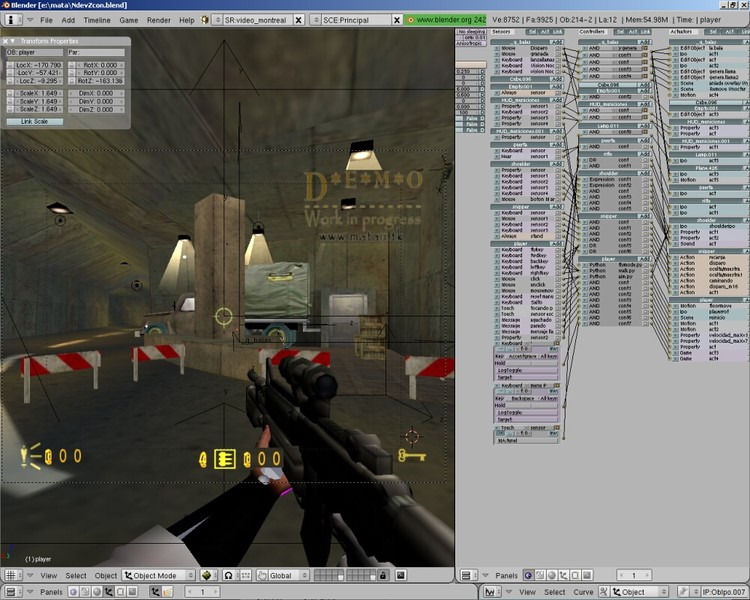
Blender 游戏引擎 2.42 截图
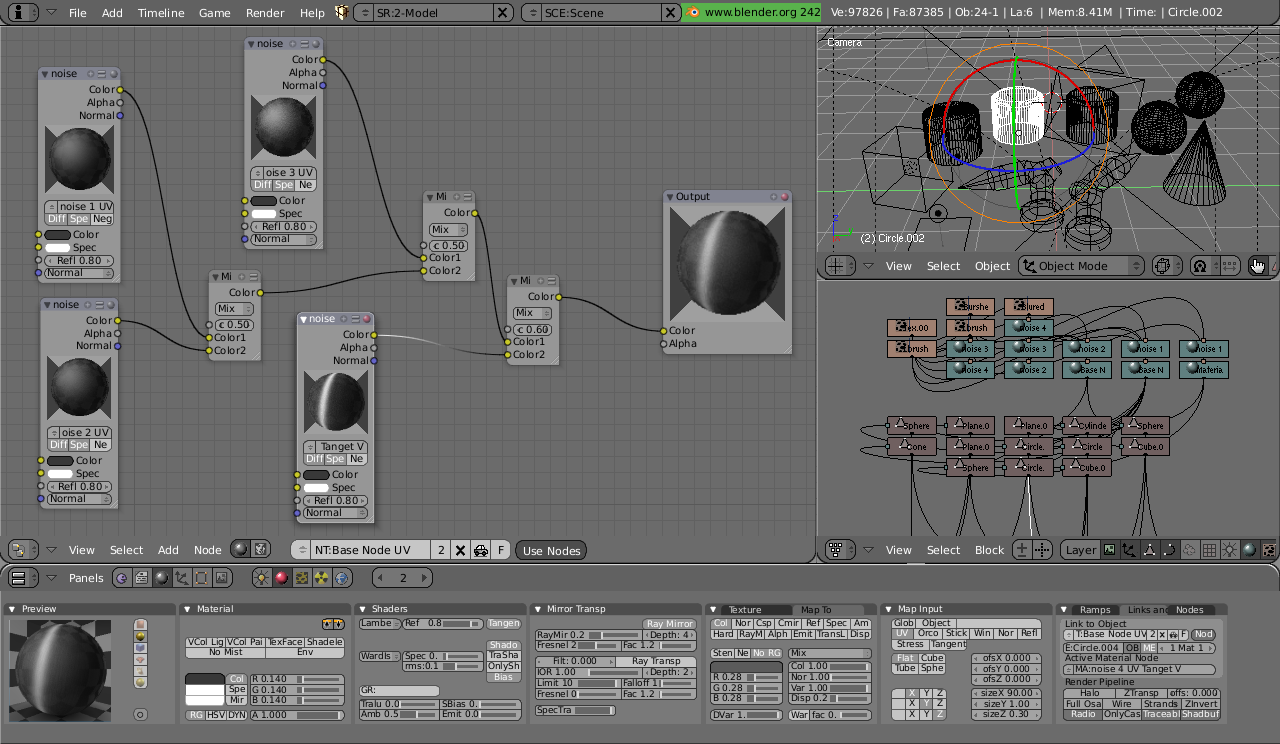
Blender GLSL 渲染节点编辑器 2.42 截图
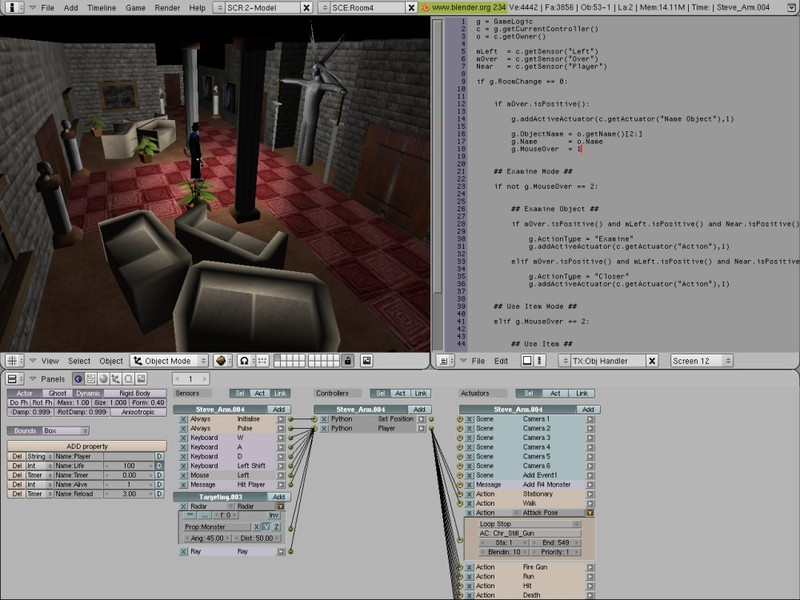
Logic Bricks 和 Python 脚本

## 著名的游戏
- Yo Frankie!
- Boro-Toro - DarkMatter Designs 开发的一款平台解谜游戏。它在2009年的 BAFTA "Ones to Watch" 中胜出。[1]
- Dead Cyborg - 一个自由的科幻冒险类游戏。

## 引用
1. ↑  . BAFTA.   [2010-03-03]. （原始内容存档于2010-03-25）.

Blender Game Engine